# 彌蓬鎮區
彌蓬鎮區為緬甸若開邦妙烏縣的鎮區。2014年人口137,193人，區域面積1,968.8平方公里。彌蓬為該鎮區首府。
2010年10月，該鎮區多數地區由於受到氣旋吉里的襲擊而被摧毀。而該鎮區多數村莊因其氣旋造成的摧毀導致有上千人無家可歸。

## 外部連結
- "Myebon Township - Rakhine State"[永久] map ID: MIMU154v01, created: 11 August 2010, Myanmar Information Management Unit (MIMU)
- "Myebon Google Satellite Map" （页面存档备份，存于） Maplandia World Gazetteer